# 百度新知
百度新知是百度于2011年6月8日上线的一款社会性问答产品，是一个基于社会性互动式知识问答分享平台，由用户生成内容。其产品形态类似于早前上线的Quora和知乎等。在运营一年后黯然消失，域名xinzhi.com已经无法解析。

## 参看
- Quora
- 知乎